# A hazug
A hazug (eredeti spanyol címe La verdad sospechosa, szó szerint: ’A gyanús igazság’) Juan Ruiz de Alarcón 17. századi spanyol drámaíró legismertebb vígjátéka, melyet 1617 és 1621 között írt. 
Ebben a korban a spanyol dráma és a színház népszerűsége a tetőfokán állt. Alarcón Lope de Vega tanítványa volt. Tanúja volt mestere és több más tanítványa sikereinek, de ő maga nem tartozott a sikeres szerzők közé.

## Cselekménye
A tiszteletreméltó Don Beltran fia, García Salamancából érkezett haza. Jóravaló, vídám, nemesszívű fiatalember, de egy csúnya hibát hozott magával a salamancai egyetemről: García hazudik, sőt hazudozik, dicsekvésből, hencegésből és talán öncélúan is. Ami megfordul a fejében, az rögtön a száján is ott van. Az idős Don Beltran kétségbe van esve. Arra gondol, ha megházasítaná a fiát, az élet gondjai talán leszoktatnák erről. García az utcán két csinos lánnyal, Jacintával és Lucreciával találkozik. Jacintának rögtön szerelmet is vall, közben jókorákat lódít és magát indiánusnak adja ki. (Az indiánus gazdag spanyolt is jelent.) 
Don Beltran épp a nagyon kedves Jacinta kisasszonyt szemelte ki számára. Csakhogy García egy félreértés következtében összekeverte a neveket és azt hiszi, hogy szerelmét Lucreciának hívják. Tudni sem akar tehát apja házassági tervéről, ezért házasnak adja ki magát. Azt hazudja, hogy kényszerítették a házasságra és hogy a felesége várandós. Garcíának azonban összes hazugságára fény derül. És amikor végre bevallja szerelmét, se az apja, se Jacinta nem hisz neki. Hiszen váltig erősítgeti, hogy Lucreciába szerelmes, és közben Jacinta előtt térdel le. Végre egyszer igazat mondott, de többé már senki nem hisz neki. Jacinta mással, a magas tisztséget elnyerő Juannal köt házasságot, García pedig kénytelen feleségül venni Lucreciát. A darab morális tanulsága könnyen levonható. 

## Jellemzése
A darab cselekménye elég sovány, de a főalak jellemzése sok mindenért kárpótol. García hazugságaiban bámulatosan találékony, teljesen ártatlan, és ez komikussá teszi. Amikor ellene fordulnak korábbi hazugságai, már védekezésből is kénytelen folytatni. Alakja végig érdekes és minden hazugsága mellett is szeretetreméltó marad. 
A dráma nőalakjai meglehetősen prózaiak. Jacinta szenvtelen és számító: csak akkor hajlandó a házasságra, ha vőlegénye (Juan) elnyeri a várt magas rangot és azzal a nagy jövedelmet. A hideg és közönyös Lucrecia kész feleségül menni Garcíához anélkül, hogy iránta mély érzelmeket táplálna.
Alarcon vígjátékai nem olyan érdekfeszítőek, mint mestere, Lope de Vega darabjai. A költői stílust, a verselés tisztaságát, természetességét illetően azonban magasan túlszárnyalja Lopet és tanítványait, ebben méltó versenytársa Calderonnak. Ötletei bőségét és a jellemzés művészetét tekintve is meghaladja kortársai többségét. 

## Utóélete
Alarcón művéből írta Pierre Corneille a maga Le Menteur (A hazug) című darabját (1644), ezzel megteremtve a francia klasszikus vígjáték alapjait. A korábbi írók inkább a furcsa helyzetek, tévedések előtérbe állításával hozták létre a színpadi komikumot; Alarcón és Corneille elsősorban a hős jellemére alapozva teremtették meg (jellemkomikum). 
Alarcón nem-igen kereste a közönség kegyeit. Írói módszere, mely a színpadon nem tartogatott állandóan meglepetéseket, kevés sikert hozott számára, és később majdnem teljesen elfelejtették. Csak a 19. század közepén kezdték fölfedezni, és A hazug számos hasonló témájú vígjátéknak lett az eredője, pl. Carlo Goldoni is írt azonos című darabot.  
A hazugot Magyarországon először a budapesti Nemzeti Színház mutatta be 1891. szeptember 9-én. Magyarra fordította Győry Vilmos, később pedig A gyanús igazság címen Berczeli A. Károly.